# Daouche
Daouche este o comună rurală din departamentul Matamey, regiunea Zinder, Niger, cu o populație de 25.162 de locuitori (2001).